# Rue du Nord (Paris)
Pour les articles homonymes, voir Rue du Nord.
La rue du Nord est une rue du 18e arrondissement de Paris, en France. 

## Situation et accès
La rue du Nord, située justement dans un arrondissement du nord de la capitale française, est une petite rue encore pavée proche des voies de la gare du Nord.
La numérotation des bâtiments débute à l'est de la rue du Nord, à partir de la rue des Poissonniers ; les numéros impairs 3 à 47 et pairs 22 à 50 sont utilisés.
Voies rencontrées
La rue du Nord rencontre les voies suivantes, dans l'ordre des numéros croissants :
- rue des Poissonniers
- rue Boinod
- rue de Clignancourt

Circulation
La rue du Nord est en sens unique, dans le sens opposé aux numéros croissants entre les numéros 3 et 25, et dans le sens des numéros croissants pour le reste de la rue : on ne peut que s'éloigner de la rue Boinod.
Accès
Les stations de métro les plus proches de la rue du Nord sont Simplon, sur la ligne 4 (au nord-ouest) et Marcadet - Poissonniers, sur les lignes 4 et 12 (au sud).

## Origine du nom
Elle porte ce nom en raison de la proximité de la voie ferrée et de la gare aux marchandises des chemins de fer du Nord. 

## Historique
Cette voie est ouverte en 1845 sous le nom de « passage des Poissonniers ». Elle prend sa dénomination actuelle en 1903 et est classée dans la voirie de Paris par un arrêté du 21 août 1969. 